# Государственный Совет Республики Татарстан
Госуда́рственный Сове́т Респу́блики Татарста́н (тат. Татарстан Республикасының Дәүләт Советы) — парламент Республики Татарстан, является постоянно действующим высшим представительным, законодательным органом государственной власти Республики Татарстан. Государственный Совет Республики Татарстан избирается сроком на пять лет. Государственный Совет Республики Татарстан состоит из 100 депутатов. Депутатом Государственного Совета Республики Татарстан может быть избран гражданин Российской Федерации, достигший 21 года. Возглавляется Председателем Государственного Совета Республики Татарстан.

## История
29 ноября 1994 года был принят закон «О внесении изменений и дополнений в Конституцию Республики Татарстан в связи с реформированием представительных и исполнительных органов государственной власти». Первое заседание Государственного Совета РТ состоялось 30 марта 1995 года. Заседание открывал Марат Ашрапович Сираев — Председатель ЦИК Республики. В первый созыв были избраны 130 депутатов (одномандатные избирательные округа). Первым председателем был избран Василий Николаевич Лихачёв. В 1996 году Советом была утверждена Государственная программа экономического и социального прогресса Республики. В этом же году был принят закон «О Комитете парламентского контроля Государственного Совета Республики Татарстан», парламент получил контрольные функции. В 1997 году создана экспертная комиссия, в задачи которой входит идентификация законов и постановлений как на татарском, так и на русском языках. С 2002 года введена смешанная система выборов, по одномандатным округам и партийным спискам, применена в 2004 году во время выборов III созыва. IV созыв Государственного Совета РТ (2009—2014 гг.) избирался по одномандатным округам (50 человек) и партийным спискам (50 человек). Барьер для партийных списков выборов 2009 года был повышен до 7 % вслед за аналогичными изменениями в федеральном избирательном законодательстве. В 2015 году была принята Стратегия социально-экономического развития Республики до 2030 года.
В декабре 2023 года Государственный Совет РТ провёл юбилейное 50-е заседание.

## Функции
К ведению парламента относится принятие и внесение изменений в Конституцию Республики Татарстан, законодательное регулирование по предметам ведения Республики Татарстан и предметам совместного ведения Российской Федерации и её субъектов в пределах полномочий Республики Татарстан, установление административно-территориального устройства Республики Татарстан и порядка его изменения, установление порядка организации и деятельности республиканских и местных органов власти и управления, утверждение государственного бюджета и другие.
Парламент согласовывает кандидатуры Премьер-министра Республики Татарстан, избирает мировых судей Республики Татарстан, Уполномоченного по правам человека в Республике Татарстан.
В соответствии со статьёй 82 Конституции Республики Татарстан Председатель Государственного Совета Республики Татарстан возглавляет Государственный Совет и председательствует на его заседаниях, организует работу Государственного Совета, представляет Государственный Совет в отношениях с другими органами государственной власти Республики Татарстан и органами местного самоуправления, федеральными органами государственной власти, парламентами других государств, общественными объединениями, осуществляет иные полномочия, предусмотренные Конституцией, законами Республики Татарстан и Регламентом Государственного Совета Республики Татарстан.

## Президиум Государственного Совета Республики Татарстан
В соответствии с Регламентом, Президиум Государственного Совета созывает сессии и пленарные заседания Государственного Совета и организует подготовку его заседаний, готовит проекты повестки дня сессий Государственного Совета, координирует деятельность постоянных и других комиссий, Комитета парламентского контроля Государственного Совета, оказывает содействие народным депутатам Республики Татарстан в осуществлении ими своих полномочий и обеспечивает их необходимой информацией, организует подготовку и проведение народных голосований (референдумов), а также народных обсуждений проектов законов Республики Татарстан и других наиболее важных вопросов государственной жизни, публикует законы Республики Татарстан и другие акты, принятые Государственным Советом и его Президиумом, решает другие вопросы организации работы Государственного Совета.
Председателем Государственного Совета РТ является Фарид Хайруллович Мухаметшин.
В декабре 2022 года Государственный Совет РТ принял поправки в Конституцию РТ (поправки вступили в силу с 1 января 2023 года), согласно которым по итогам выборов в 2025 году после смены текущего Президента РТ Рустама Минниханова, должность Президента РТ будет переименована на «глава-раис». Однако уже в январе 2023 года Госсовет принял новые поправки в Конституцию РТ, изменяющую название должности руководителя Татарстана с февраля 2023 года.

## Структура Государственного Совета
В Государственном Совете первого созыва были образованы Комитет парламентского контроля и 7 постоянных комиссий:
- Комиссия по прогнозу и бюджетно-финансовым вопросам;
- Комиссия по вопросам экономического развития и реформ;
- Комиссия по вопросам законодательства, законности, правопорядка и депутатской этики;
- Комиссия по вопросам государственного строительства, местного самоуправления и внешних связей;
- Комиссия по социальным вопросам и делам молодёжи;
- Комиссия по культурному и природному наследию народов Татарстана и национальным вопросам;
- Комиссия по вопросам экологической безопасности, природным ресурсам и природопользованию.

В работе ГС II—V созывов сохранилось их количество, но комиссии были переименованы в комитеты. ГС VI созыва состоит из 8 постоянных комитетов:
- Комитет по государственному строительству и местному самоуправлению;
- Комитет по бюджету, налогам и финансам;
- Комитет по экономике, инвестициям и предпринимательству;
- Комитет по жилищной политике и инфраструктурному развитию;
- Комитет по экологии, природопользованию, агропромышленной и продовольственной политике;
- Комитет по законности и правопорядку;
- Комитет по социальной политике;
- Комитет по образованию, культуре, науке и национальным вопросам.

## Общественная палата РТ
На основании закона республики Татарстан «Об общественной палате Республики Татарстан» от 27 апреля 2017 года № 24-ЗРТ, общественная палата формируется на 3 года, в количестве 60 членов. Общественная палата формируется пропорционально, одна треть утверждается Президентом РТ и Государственным советом, другая часть избирается от общественных организаций.

## Фракции

### 6 созыв
Состав (6-го созыва) 2019—2024 годах:
| Депутатские объединения                              | Руководитель                 | Мест    |         |
| Фракции                                              | Фракции                      | Фракции | Фракции |
| ---------------------------------------------------- | ---------------------------- | ------- | ------- |
| Единая Россия                                        | Камалтынов, Юрий Зимелевич   | 82      |         |
| КПРФ                                                 | Миргалимов, Хафиз Гаязович   | 6       |         |
| Депутатские группы                                   |                              |         |         |
| ТНВ (Татарстан — Новый век)                          | Абдульзянов, Артур Рашидович | 8       |         |
| Объединение женщин-депутатов «Мәрхәмәт — Милосердие» | Набиева Алсу Рустэмовна      | 16      |         |

## Известные депутаты Госсовета РТ
- Мухаметшин, Фарид Хайруллович[12][18]
- Ларионова, Татьяна Петровна[19][20]
- Валеев, Разиль Исмагилович[21]
- Кантюков, Рафкат Абдулхаевич[22]
- Лигай, Вадим Александрович[19]
- Маганов, Наиль Ульфатович[23]
- Миргалимов, Хафиз Гаязович[24]
- Самаренкин, Дмитрий Анатольевич[25]
- Шарафиев, Эдуард Сулейманович[26]
- Зубарев, Вячеслав Викторович[27][28]

## Техническое оснащение
Здание парламента оснащено для проведения сессий, слушаний, конференций и пр. на двух языках: татарском и русском. На протяжении каждого мероприятия участникам доступен профессиональный синхронный перевод.
В конце 2010 года депутатам Госсовета в рамках проекта «Электронный парламент» были предоставлены для работы электронные планшеты iPad, обладающие рядом дополнительных функций, сертификат на каждую из которых был получен у разработчиков — американской компании Apple.